# Sibianor kenyaensis
Sibianor kenyaensis là một loài nhện trong họ Salticidae.
Loài này thuộc chi Sibianor. Sibianor kenyaensis được Dmitri Viktorovich Logunov miêu tả năm 2001.